# Larimichthys pamoides
Larimichthys pamoides es una especie de pez de la familia Sciaenidae en el orden de los Perciformes.

## Morfología
Los machos pueden llegar alcanzar los 13,5 cm de longitud total.

## Hábitat
Es un pez de clima tropical y bentopelágico que vive hasta los m de profundidad. 

## Distribución geográfica
Se encuentra en el Océano Pacífico occidental: a lo largo de las costas del noroeste de Australia y del sur de Papúa Nueva Guinea. 